# محوطه وری
محوطه وری مربوط به دوره ساسانیان است و در شهرستان مهران، بخش ملکشاهی، دهستان گچی، ۳۰۰ متری جنوب روستای متروکه وری واقع شده و این اثر در تاریخ ۲۲ آبان ۱۳۸۶ با شمارهٔ ثبت ۱۹۹۲۳ به‌عنوان یکی از آثار ملی ایران به ثبت رسیده است.